# Hoplitis barbigera
Hoplitis barbigera là một loài Hymenoptera trong họ Megachilidae. Loài này được Benoist mô tả khoa học năm 1951.